# Branscomb
Branscomb – obszar niemunicypalny w hrabstwie Mendocino, w Kalifornii (Stany Zjednoczone), na wysokości 477 m. Znajduje się nad rzeką South Fork Eel River.